# ハガルと天使のいる風景
『ハガルと天使のいる風景』（ハガルとてんしのいるふうけい、仏: Paysage avec Agar et l'Ange, 英: Landscape with Hagar and the Angel）は、フランスバロック時代の画家クロード・ロランが1646年に制作した風景画である。油彩。主題は『旧約聖書』「創世記」21章で言及されているハガルとイシュマエルの追放から採られている。第7代準男爵ジョージ・ボーモントが所有した絵画の1つで、現在はロンドンのナショナル・ギャラリーに所蔵されている。また異なるバージョンの作品がニュージーランドのダニーデン・パブリック・アート・ギャラリー、ミュンヘンのアルテ・ピナコテークに所蔵されている。

## 主題
エジプト出身の女ハガルはアブラハムの妻サラに仕える召使であった。ハガルはアブラハムとの間に息子イシュマエルを産んだが、イシュマエルが後から生まれたサラの息子イサクを嘲笑しているのを見て、サラはハガルとイシュマエルを追い出すようアブラハムに訴えた。アブラハムは苦悩したが、神の勧めにしたがい、ハガルを息子とともに立ち去らせた。ハガルは荒野をさまよううちに、水が尽きたため、彼女は我が子の死を見守るべくイシュマエルを灌木の下に寝かせ、そこから離れた場所に座り込んで泣いた。すると神の御使いがハガルを「お前の子を必ず大きな国民とするであろう」と励ました。また神がハガルの目を開かせて井戸のある場所を教えた。後にイシュマエルは成長し、パランの荒野に住んで、弓を射る者となった。

## 作品

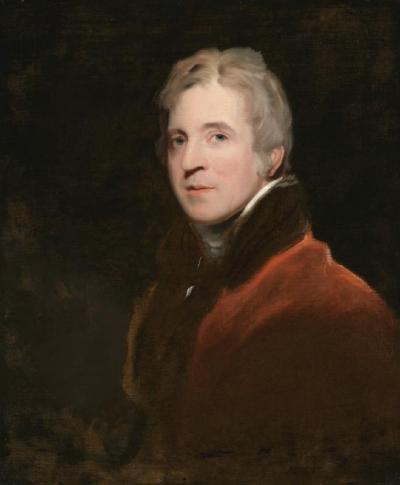
第7代準男爵ジョージ・ボーモント。トーマス・ローレンスによる肖像画。

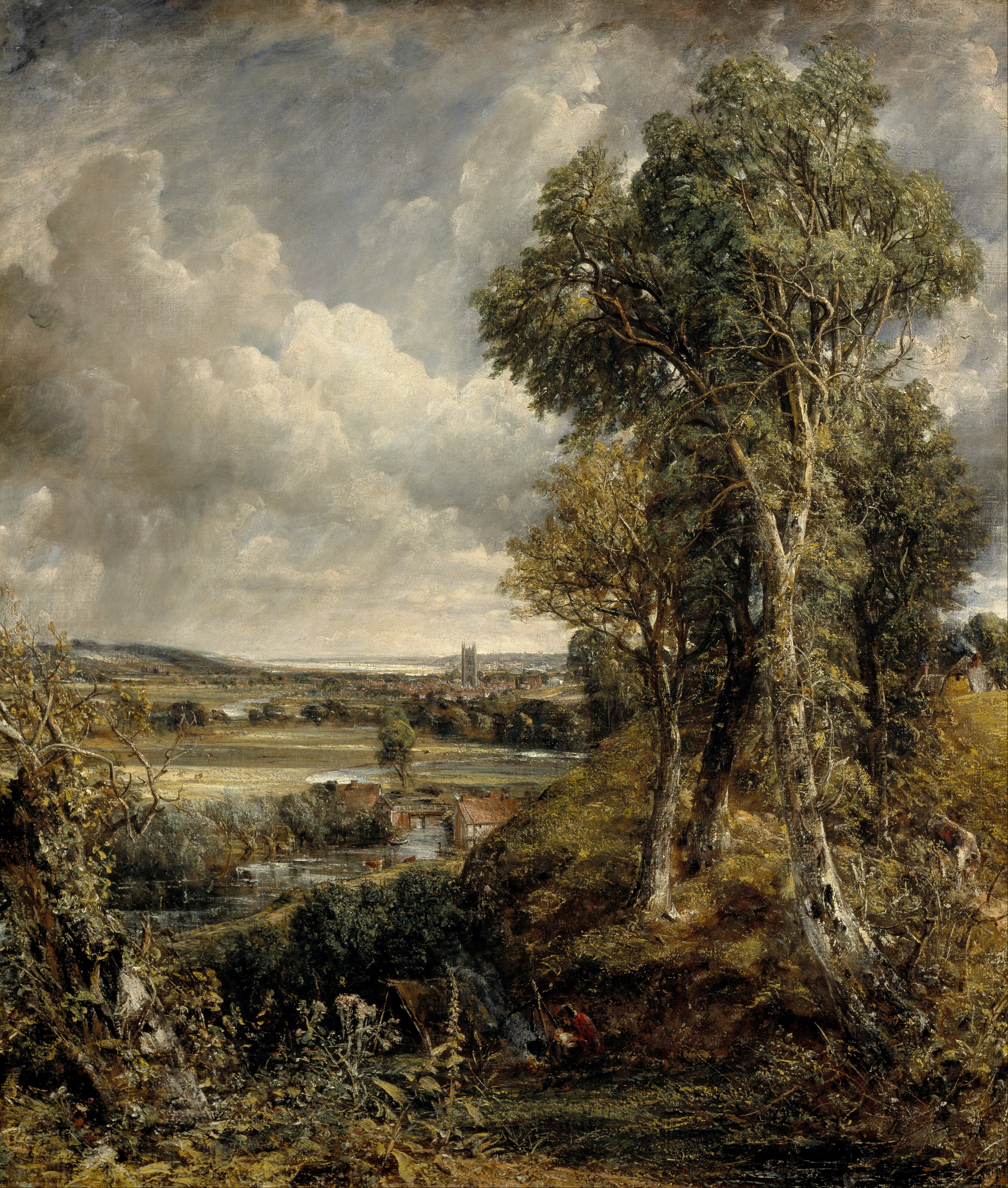
ジョン・コンスタブルの『デダムの谷』。1828年。スコットランド国立美術館所蔵。

クロード・ロランは追放されたハガルの苦悩と絶望の瞬間を描いている。水を失ったハガルは息子イシュマエルをに置き去りにし、神に救いの手を差し伸べてくれるよう祈っている。『旧約聖書』ではこの場面は砂漠での出来事として語られているが、画家は緑と水の豊かな風景の中にハガルと天使を配置している。また『旧約聖書』ではハガルは神によって井戸の位置を教えられるが、絵画ではハガルの前に現れた天使が背景を流れる川を指し示している。天使は同時に遠くの町を指差して、ハガルにアブラハムとサラのもとに戻るよう勧めているが、もう一方の手天ハガルを指差し、息子イシュマエルが偉大な指導者になるという神の約束を伝えている。川では小舟に乗った漁師が網を引き上げており、対岸では牛が川の水を飲み、あるいは木々の葉を食んでいる。少し上流では石橋が架けられ、画面右上の岩山の上に建設された町へと通じる道を人々が往来している。静かな風景はかすかな陽光に照らされ、生涯のほとんどを過ごしたローマ郊外の田園地帯の美しさを讃えている。
17世紀のオランダではレンブラント・ファン・レインやその追随者がハガルの物語を主題とする絵画を頻繁に描いたが、クロード・ロランの絵画はそれらの作品とは異なっている。構図の最も中心的な魅力は風景で、決して大きくない画面の絵画空間に距離感と広大なスケール感が表現されており、特に鑑賞者は遠くに描かれた町の景色に目を引かれる。
天使の衣服はもともと黄色が塗られていた。この黄色は現在ではほとんど確認できないが、その下に塗られた青色の絵具層が見える。天使の翼も、経年とともに鮮やかであった色彩の一部が失われた。画家自身が作成した作品目録『リベル・ヴェリタリス』にも同様の作品が記載されているが、そこでは横長のフォーマットで配置され、水面に小舟は浮かんでおらず、橋にはアーチが描き加えられている。

## 来歴
『ハガルと天使のいる風景』は第7代準男爵ジョージ・ボーモントが所有した絵画の1つであった。ボーモント卿は友人でありロイヤル・アカデミーの初代会長であったジョシュア・レノルズの影響や、1782年に妻と行ったグランド・ツアーを通じて、オールドマスターへの関心を深めた。ボーモント卿が最初にオールドマスターを購入したのはグランド・ツアーの3年後の1785年のことであり、このとき購入した絵画の1つに本作品があった。ボーモント卿は絵画を非常に気に入り、旅行の際には特別にデザインされた保護ケースに入れて持ち歩いた。ボーモント卿は死の前年の1826年に、本作品を含む11点の絵画作品をナショナル・ギャラリーに寄贈した。これらの絵画には他にも2点のクロード・ロランの絵画『山羊飼いと山羊のいる風景』（Paysage avec un chevrier et des chèvres, 1636年-1637年頃）、『ナルキッソスとエコーのいる風景』（Paysage avec Narcisse et Echo, 1644年）が含まれていた。

## 影響
イギリスの風景画家ジョン・コンスタブルはボーモント卿のコレクションでこの絵画を見て、大いに賞賛した。垂直のフォーマットと画面右端前景に樹木のモチーフを使用する構図は、ヴィクトリア&アルバート博物館に所蔵されている1802年制作のコンスタブルの風景画『デダムの谷』（The Vale of Dedham）に影響を与えた。

## 別バージョン
ニーデン・パブリック・アート・ギャラリーのバージョンはロンドンのアート・ファンドを通じて1982年に寄贈された。アルテ・ピナコテークのバージョンは『ハガルの追放のある風景』の対作品で、いずれも後にプラハ大司教となるヨハン・フリードリヒ・フォン・ヴァルトシュタイン伯爵の依頼で制作された。

## ギャラリー
別バージョンほか

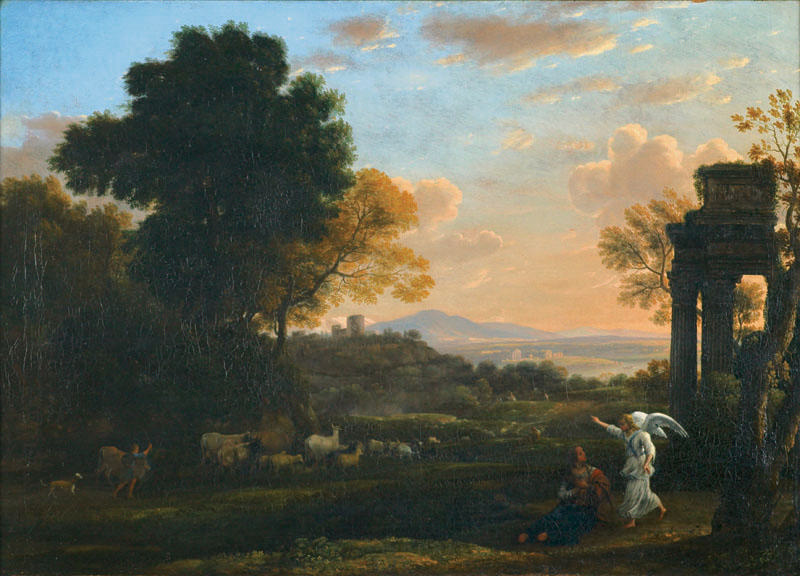
『ハガルと天使のいる風景』1654年 ダニーデン・パブリック・アート・ギャラリー（英語版）所蔵
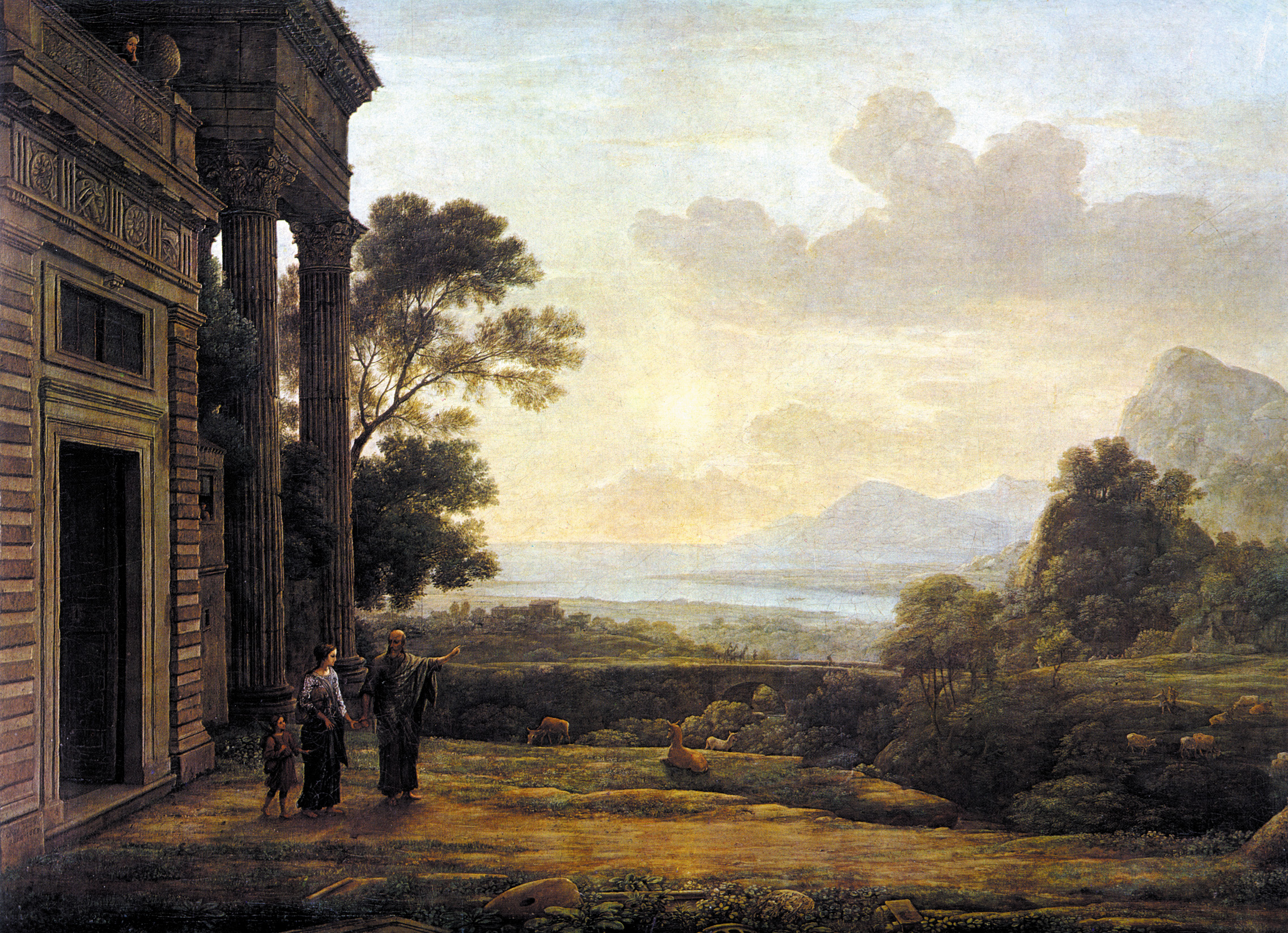
『ハガルの追放のある風景』1668年 アルテ・ピナコテーク所蔵
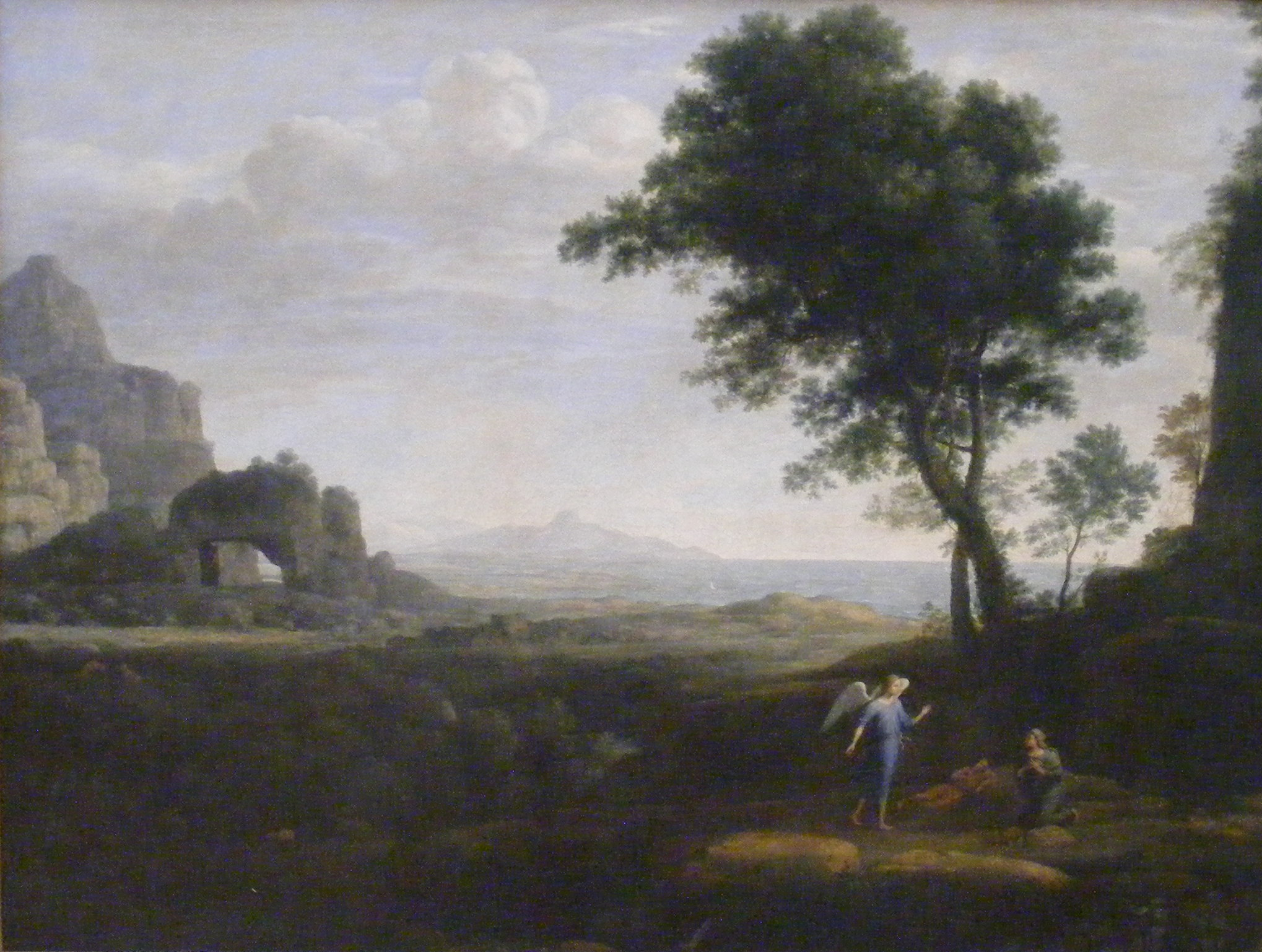
『ハガルと天使のいる風景』1668年 アルテ・ピナコテーク所蔵

ジョージ・ボーモント寄贈の他の作品

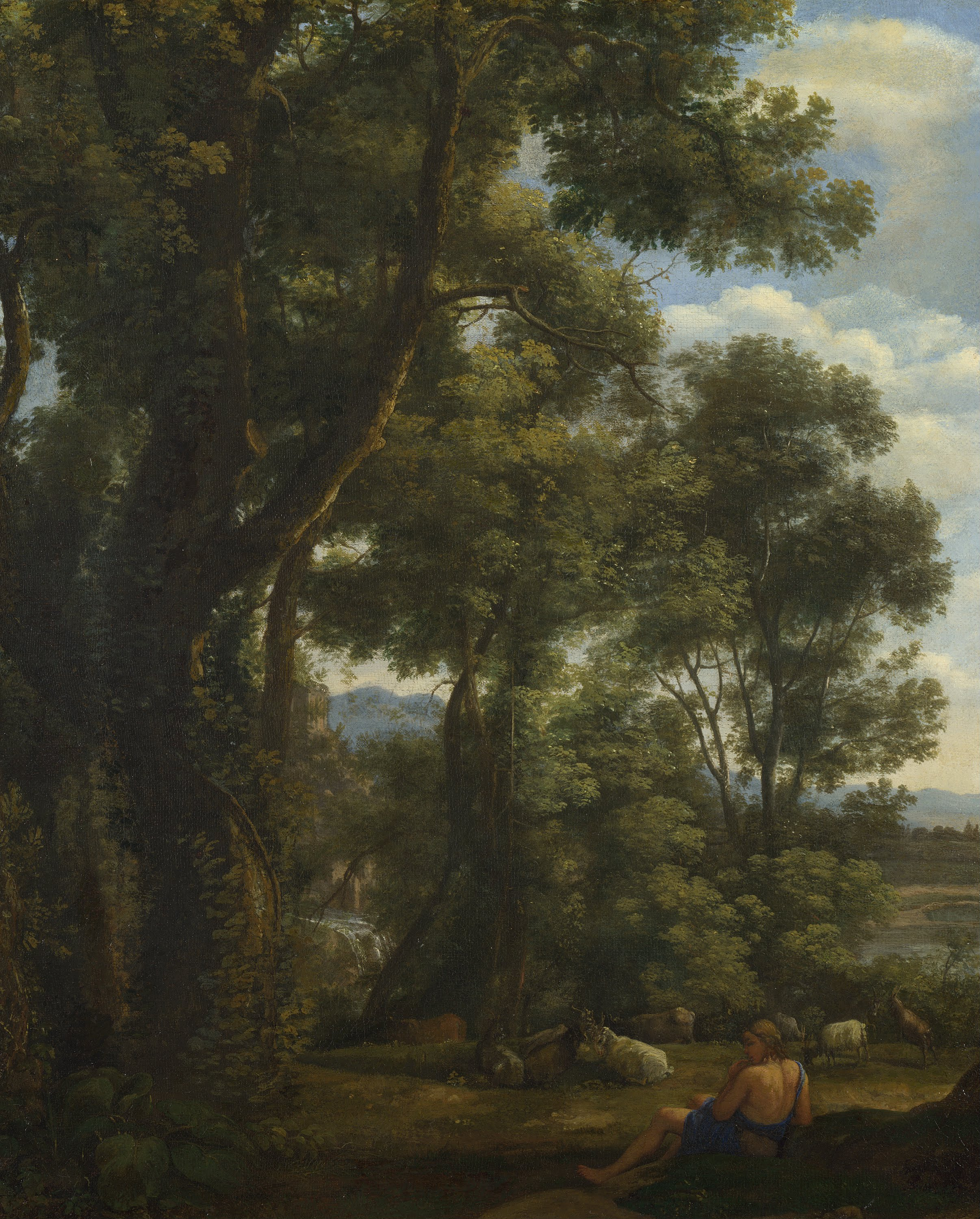
『山羊飼いと山羊のいる風景』1636年-1637年頃
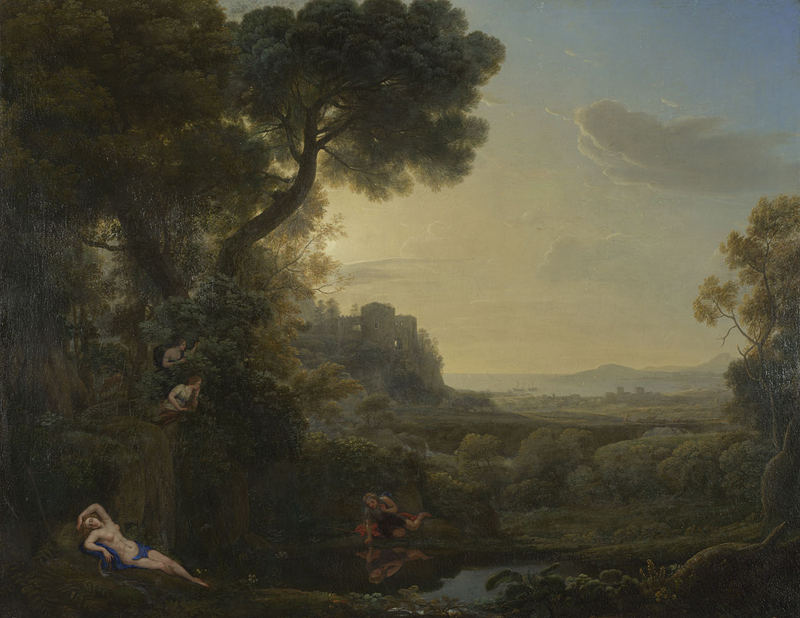
『ナルキッソスとエコーのいる風景』1644年